# Observabele
Een observabele (van het Latijnse observabilis = waarneembaar) is in de natuurkunde (met name in de kwantummechanica) de formele naam voor een meetbare eigenschap van een fysisch systeem. In de klassieke mechanica is dit een reële functie over alle mogelijke toestanden van een systeem. In de kwantummechanica wordt een observabele geïdentificeerd met een operator op de kwantumtoestand van het systeem in een abstracte hilbertruimte over alle mogelijke toestanden van het systeem. Voorbeelden van observabelen zijn de energie, de ruimtelijke coördinaten, de impulscoördinaten en de spincomponenten van deeltjes. Een ander voorbeeld van een observabele van een elementair deeltje is de pauli-matrix.